# Haskó László (orvos)
Haskó László (?) magyar sebész, publicista.

## Élete
Éveken keresztül Észak-Írországban és Spanyolországban működött. Később visszatért Magyarországra. Napjainkban a XIII. kerületi Egészségügyi Szolgálat Közhasznú Nonprof. Kft. munkatársa.
Orvosi munkája mellett rendszeresen ír különböző folyóiratokban orvosi és más témakörökről. Megítélése szerint az egyik legnagyobb problémának a magyar egészségügyben a szakemberek elvándorlása. 2021-ben részt vett a Tisztelgő konferencián Iványi Gábor 70. születésnapjára.

## Írásai
| A nepszava.hu-n |
| --- |
| Összefogás, ó! · A köztársaság esélyei · Nix sétafika! · A jelen Trianonja · Kutyahecc · Saját nemzetre rontás · Borsó a falra · Most vagy soha? Nem, nem! Soha! · Az én sétáló Budapestem · A fake news anatómiája · Trianon ünneplése · Lehetőség a szép halálra · Nem értik · Az ördög cimborái · Klímaváltozás a műtőben · Magánszorgalmú kutyák · Rollerek, biciklik, Hajrá MOK! (2.) · Befűtöttek Európának · CT-k a centrális erőtérben · Jaj a legyőzötteknek! · Az éjjeli edény kiborulása · Előbb szuperrendelőt! · A gyógyítás esélye · Harc a Nagyúrral · Ez a mi munkánk · Egérfogás kinn és benn · Állj, vagy lövök! · Lázár SAS-behívót kapott · Az állam dolga, a polgár joga · Dugó, fadugó · A névjegy · Itt az idő, most vagy soha! · Háború vagy béke? · Ne írja alá, főpolgármester úr! · Találós kérdés · Budapest D.C. · Kutyaharapást szőrével? · Az a bizonyos ötvenmilliárd · Ceterum censeo · Fedél nélküli egészség · Kampó time · Maszkabál · Félidő van · Senki nem tud semmit · Lélegeztető gépre a turizmust? · Keserű ripacsok · Mi mennyi? · Életünk par avion · Duda parti · Bűnök, bűnhődés nélkül · Az ellenzéki kerekasztal lovagjai · Nemzeti ellenzéki együttműködés · Látványpékség, Budapest · „Irgalom atyja, ne hagyj el!” · Orvosperek · Ultimátum · És aztán mi lesz? · Két kerékkel több van · Álmodozások kora |

| A magyarnarancs.hu-n |
| --- |
| Csak Kásler menjen? · Mire lenne jó a fővárosi sebességcsökkentés, mire jók a hirtelenjében felfestett biciklisávok? · Hatalmas győzelmet arattak Európa legjobbjai, az ellenfél nem állt ki · Nem a sosem volt Nagy-Magyarország lelki vagy testi exhumálása a magyar jövő · Nemzeti díszhíd: mit ér az, ami nekem jó, de másnak nem rossz? · Az a baja, hogy egy síugró sáncra hasonlít: lebontással indul a győri színház teljes NER-esítése · XII. kerület, turul táj · A szolgáltatások egyenletes romlása hamarosan teljesen felszámolja a magyar egészségügy szolidáris voltát · Risus sardonicus, vagyis szardíniai mosoly: eddig ingyen volt, már a tetanuszoltásért is fizethetünk · Ősbűnök, őshibák: Orbánék bűneire hibákkal válaszolt az ellenzék · Pesti műsor: a „magyar keresztény nemzeti” kormány nem színházon szocializálódott · Mikor akkor álmodhatunk állami korrupció nélküli országról? |

## Egyéb külső hivatkozások
- Interjú Dr. Haskó László sebész-szakorvossal a Civil Rádióban (metegyhaz.hu, 2020. jún.)
- Vági Bence: Nem értik a betegek, mit ír az orvos: volt, aki bele is halt (blikk.hu, 2016. dec. 10.)
- Pataki Tamás: Na, ki a magyar? Tényleg tébolyult nacionalisták lennénk? (magyarnemzet.hu, 2020. jún. 2.)
- Kürti Katalin: Nyílt levél Haskó kollégának és másoknak (nepszava.hu, 2016. jan. 16.)

## Videófelvételek
- Heti Jégbüfé – Dr. Haskó László – Youtube.com, Közzététel: 2022. jún. 2.
- Kényes Egyensúly 2020.06.07. Iványi Margit – Haskó László – Civil Rádió – Youtube.com, Közzététel: ?